# جويل فيليب
جويل فيليب (بالإنجليزية: Joel Phillip)‏ هو منافس ألعاب قوى أمريكي، ولد في 12 سبتمبر 1987 في سانت جورجز في غرينادا.

## وصلات خارجية
- جويل فيليب على موقع الاتحاد الدولي لألعاب القوى (الإنجليزية)
- جويل فيليب على موقع TFRRS.org (الإنجليزية)
- جويل فيليب على موقع أوليمبيديا (الإنجليزية)